# Félix Roosemont
Félix André Roosemont (14 maggio 1925 – ...) è stato un cestista belga.

## Carriera
Ha disputato tre partite ai Giochi della XV Olimpiade, segnando 26 punti. Ha inoltre disputato i Campionati europei del 1953.